# Gerhard Gleich
Gerhard Gleich (Praga, 23 ottobre 1941) è un artista e pittore austriaco e professore alla Accademia delle Belle Arti di Vienna.

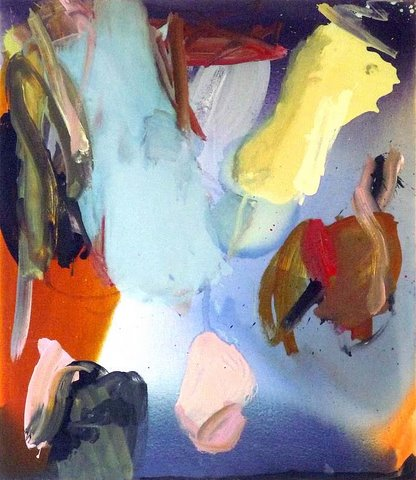

Il suo nome alla nascita era Gerhard Feest. In seguito ha adottato il nome della sua seconda moglie, la pittrice polacco-austriaca Joanna Gleich. Allievo di Albert Paris Gütersloh, è stato assistente del pittore viennese Wolfgang Hollegha dal 1972 al 1997. Attualmente lavora nel contesto dell'Istituto di Arte concettuale dell'Accademia (insieme alla professoressa Marina Grzinic). Gleich ha da molto rinunciato al mercato commerciale dell'arte. La maggior parte dei suoi dipinti e di oggetti in bassorilievo, in plastica o in legno, sono conosciuti solo da pochi amici e da alcuni collezionisti. È il fratello di Christian Feest e Johannes Feest.
| Controllo di autorità | Europeana agent/base/4426 |